# 쿠겔무겔

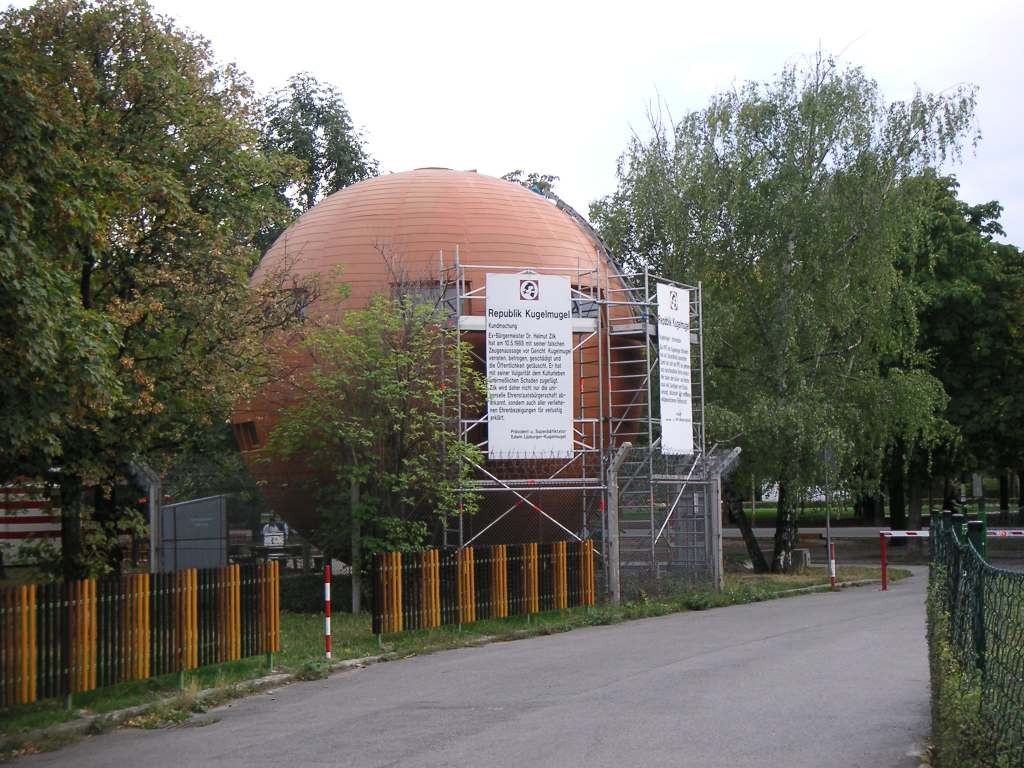
쿠겔무겔

쿠겔무겔(독일어: Kugelmugel)은 오스트리아 빈 프라터 공원에 위치한 마이크로네이션이다. '쿠겔무겔'(Kugelmugel)은 독일어로 "구(球)의 언덕"을 뜻한다.
1984년 예술가 에드빈 리프부르거(Edwin Lipburger)가 구(球) 모양을 한 집의 건축 허가 여부를 놓고 오스트리아 당국과 논쟁을 벌인 끝에 쿠겔무겔 공화국으로 독립을 선언했다. 집은 철조망으로 만든 담장에 둘러싸여 있으며 공화국에서 유일한 주소를 갖고 있다. 주소는 "빈 2구(2구는 레오폴트슈타트를 가리킴) 반(反)파시즘 광장 1번가(2, Antifaschismusplatz 1)"이다.
리프부르거는 오스트리아 정부에 세금을 납부하는 것을 거부하고 독자적인 우표를 인쇄하기 시작했다. 이 때문에 그는 실형을 선고받았지만 오스트리아 대통령의 사면 조치에 따라 교도소에 수감되지 않았다. 쿠겔무겔은 독자적인 역사와 건축으로 인해 빈의 관광 명소가 되었다.